# ロバート・スチーブンソン

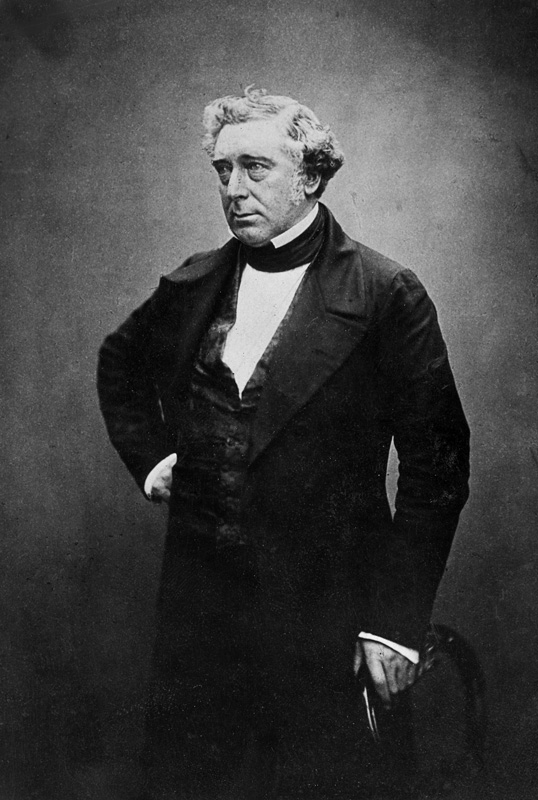
ロバート・スチーブンソン

ロバート・スチーブンソン（Robert Stephenson、1803年10月16日 - 1859年10月12日）は、イギリスの土木技術者。
有名な鉄道技師であり蒸気機関車に関する技術者であったジョージ・スチーブンソンの一人息子。
ジョージの業績とされているものの多くは、実際にはジョージとロバートの共同作業によるものである。

## 生涯
ロバート・スチーブンソンは、ノーサンバーランド（現・タイン・アンド・ウィア）のウィリントン・キーに生まれた。ニューカッスル・アポン・タインにあるブルース・アカデミーで基礎教育を受け、ニコラス・ウッドで見習い期間を過ごし、キリングワース炭鉱の管理を行った。エディンバラ大学に在学中、ストックトン・ダーリントン間に最初の鉄道を引く父親のプロジェクトに参加した。1823年には、父親やエドワード・ピースと共に、蒸気機関車を製造する会社である「Robert Stephenson & Company」を設立した。同社は初期の蒸気機関車の大半を製造し、20世紀中盤まで活動を続けた。
ロバートは、蒸気機関車のコンテストであるレインヒル・トライアルで優勝したロケット号の大部分を設計した。勢いづいた同社はさらにリバプール・アンド・マンチェスター鉄道やレスター・アンド・スワニントン鉄道などの新設路線に向けて蒸気機関車を製造した。
1833年には最初にロンドン市内まで敷設された鉄道であるロンドン・アンド・バーミンガム鉄道の主任技術者となった。キルスビー・トンネルなど土木上の難工事が多かったが、1838年には開通した。
ロバートは有名な橋をいくつも建造した。ニューカッスルアポンタインにあるハイレベル橋、メナイ海峡を横切る鍛鉄でできた箱型断面構造を採るブリタニア橋、コンウェイにある同様の橋、ベリックアポントウィードにあるロイヤルボーダー橋、鋳鉄の使用により崩落したディー橋（ディー橋事故）などが彼の製作である。

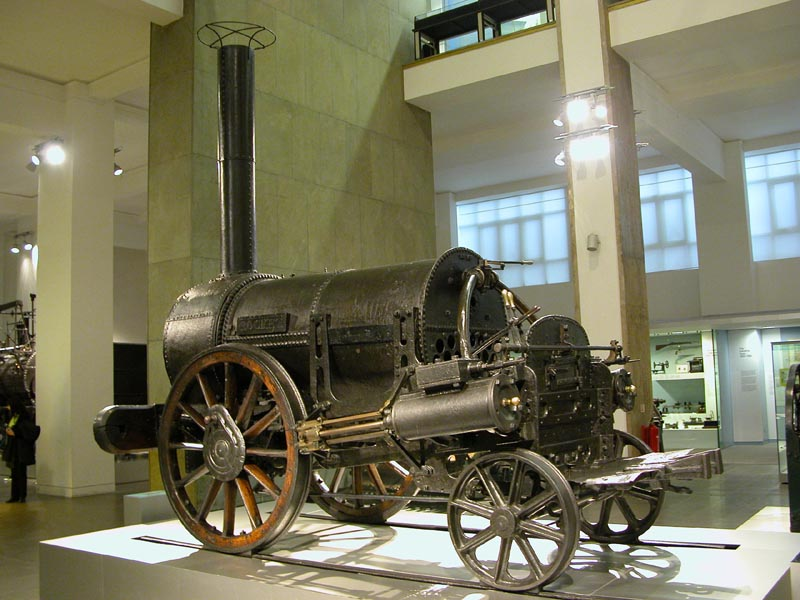
蒸気機関車「ロケット号」

国際的活動として、たとえば1851年から1853年まで、アレキサンドリアからカイロまでの鉄道を敷設した。鉄道は1858年に、スエズまで延長された。ちなみに文久遣欧使節は、ヨーロッパ上陸の前に、このエジプトの鉄道に乗車したわけである。
1847年から1859年に死去するまで、ウィットビー選挙区の保守党の下院議員であった。1849年に王立協会フェローに選出され、1855年から2年間は土木工学技術者協会 (ICE) の会長を務めた。死後、ロンドンのウェストミンスター寺院に葬られた。